# カニステル
カニステル（英語: canistel、学名: Lucuma campechiana）はアカテツ科の常緑樹、またはその果実のこと。別名にクダモノタマゴ、タマゴノキ、タマゴクダモノがある。

## 特徴
カニステルは10メートルほどに成長する小高木である。緑白色の花を咲かせ、7センチメートルほどの長さの黄色がかったオレンジ色の果実を実らせる。果実は食用になる。種小名のcampechianaは発見地のカンペチェにちなむ。
原産地はメキシコから中央アメリカである。
ブラジルや台湾、ベトナム、日本の沖縄県などでも栽培されている。

## 果実

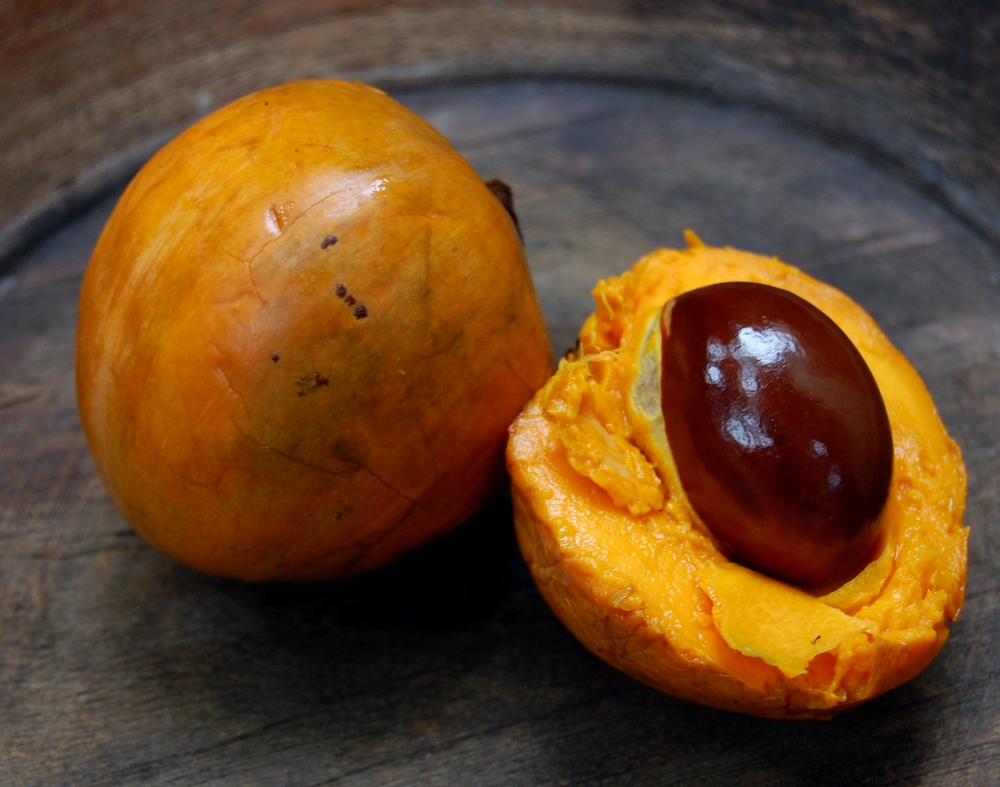
完熟の果実

果実はエッグフルーツ、クダモノタマゴとも呼ばれる。果実は甘く、粉質で水分が少なく、ゆで卵の黄身や蒸し芋のようなほくほくした食感がある。
一般的なフルーツの芳香や酸味、ジューシーさがなく、食べると口の中の水分を吸うため喉が渇く。食べ頃を判別するのが難しく、完熟にならないと非常に不味である。当たりの果実が数個に1個、または数十個に1個しかないといわれるほど味にバラつきがある果実である。完熟状態になるとマダラ模様の黒いシミが浮き上がり、果皮が弾ける。
カニステルは栽培されている台湾や沖縄でもほとんど市場に並ばないマイナーな果実である。近年まで栽培しても売り物にならなかったことから、「蟹捨てる」、「金捨てる」など沖縄の農家の間で揶揄を込めた駄洒落で呼ばれることがあった。